# توماس إف. وليامز
توماس إف. وليامز (بالإنجليزية: Thomas F. Williams)‏ (و. 1885 – 1985 م) هو طيار كندي، ولد في إنجرسول، أونتاريو، ويحمل رتبة عسكرية نقيب، توفي في وودستوك، أونتاريو، عن عمر يناهز 100 عاماً.

## الخدمة العسكرية
خدم في الجيش البريطاني.

## جوائز
حصل على جوائز منها:
- الصليب العسكري.